# Спінаццола
Спінаццола (італ. Spinazzola) — муніципалітет в Італії, у регіоні Апулія,  провінція Барлетта-Андрія-Трані.
Спінаццола розташована на відстані близько 320 км на схід від Рима, 70 км на захід від Барі, 45 км на південний захід від Барлетти, 34 км на південний захід від Андрії, 45 км на південний захід від Трані.
Населення — 6697 осіб (2014).
Щорічний фестиваль відбувається 20 січня. Покровитель — San Sebastiano.

## Демографія
Населення за роками:

Станом на 1 січня 2023 року в муніципалітеті офіційно проживали 224 іноземці з 36 країн, серед них 112 громадян країн Євросоюзу та 6 громадян України.

## Сусідні муніципалітети
- Андрія
- Гравіна-ін-Пулья
- Мінервіно-Мурдже
- Поджорсіні
- Руво-ді-Пулья
- Палаццо-Сан-Джервазіо
- Монтемілоне
- Веноза
- Банці
- Дженцано-ді-Луканія